# Ralph Pedersen
Ralph K. Pedersen ist ein US-amerikanischer Unterwasserarchäologe.

## Leben
Ralph Pedersen machte 1984 seinen Bachelor of Arts im Fach Anthropologie an der State University of New York at Stony Brook, 1991 seinen Master of Arts in Anthropologie im Rahmen des Nautical Archaeology Program an der Texas A&M University. 1995/96 war er Adjunct Professor (Lehrbeauftragter) an der New York University. 1995 wurde er zudem der Archäologische Direktor, Vizepräsident und Trustee des Institute for Marine Archaeology. In dieser Position verblieb er bis 2001. 2003 wurde er an der Texas A&M University promoviert. Es folgte von 2006 bis 2008 die Whittlesey Chair Visiting Assistant Professur an der American University of Beirut, 2009/10 die Adjunct Professur (Außerplanmäßige Professur) an der Southwestern Assemblies of God University. 2010 war Pedersen Gastprofessor für Anthropologie und Inhaber des Knapp Chair in Liberal Arts an der University of San Diego, 2011 an der Philipps-Universität Marburg.
Pedersen war schon an der Bergung des Schiffswracks von Uluburun beteiligt. Weitere Forschungen führten ihn in die Dominikanische Republik, nach Bahrein, nach Eritrea, Indien, Libanon (Tell el-Burak und Byblos), der Türkei (Bybassos) und die USA (Long Island).

## Schriften
- Waterschip ZN42I. A Clenched-Lap Fishing Vessel from Flevoland, The Netherlands. Nederlands Instituut voor Scheeps- en onderwater Archeologie/ROB, 1996